# Neuquenaphis staryi
Neuquenaphis staryi är en insektsart. Neuquenaphis staryi ingår i släktet Neuquenaphis och familjen långrörsbladlöss. Inga underarter finns listade i Catalogue of Life.